# Parornix ampliatella
Parornix ampliatella är en fjärilsart som först beskrevs av Henry Tibbats Stainton 1850.  Parornix ampliatella ingår i släktet Parornix och familjen styltmalar.
Artens utbredningsområde är:
- Österrike.
- Frankrike.
- Italien.
- Kroatien.

Inga underarter finns listade i Catalogue of Life.